# IC 5329
IC 5329 ist eine Spiralgalaxie vom Hubble-Typ Sc im Sternbild Pegasus am Nordsternhimmel. Sie ist schätzungsweise 266 Millionen Lichtjahre von der Milchstraße entfernt.
Das Objekt wurde am 25. November 1899 von Stéphane Javelle entdeckt.